# One UI
One UI és una interfície d'usuari (UI) desenvolupada per Samsung Electronics per als seus dispositius Android amb Android 9 "Pie" i posteriors. Després de Samsung Experience i TouchWiz, està dissenyat per facilitar l'ús de telèfons intel·ligents més grans i ser més atractiu visualment. Per oferir més claredat, alguns elements de la interfície d'usuari s'ajusten perquè coincideixin amb els colors que es basen en el color del telèfon de l'usuari. Es va anunciar a la Conferència de Desenvolupadors de Samsung el 2018, i es va presentar a Galaxy Unpacked el febrer de 2019 juntament amb la sèrie Galaxy S10, Galaxy Buds i Galaxy Fold.
També és la capa de programari per al seu smartwatch Tizen i la plataforma Wear OS, que Samsung va desenvolupar conjuntament amb Google. A partir del 2021, també és la capa de programari per a la plataforma Microsoft Windows als dispositius Galaxy Book.

## Característiques
Una interfície d'usuari es va dissenyar com a part d'un objectiu per fer que el maquinari i el programari de Samsung "funcionin junts en perfecta harmonia" i proporcionin una experiència més "natural" als telèfons intel·ligents de pantalla gran. Una interfície d'usuari mostra la majoria de les funcions que hi havia a la Samsung Experience UX. Un patró de disseny destacat en moltes de les aplicacions del sistema de Samsung és col·locar intencionadament les característiques comunes i els elements de la interfície d'usuari al centre de la pantalla en lloc de prop de la part superior. Això fa que sigui més fàcil d'arribar-hi amb el polze de l'usuari quan s'utilitza el dispositiu amb una sola mà.
Per raons similars, les aplicacions utilitzen capçaleres grans per impulsar el seu contingut principal cap al centre vertical de la pantalla. La barra de navegació admet l'ús de gestos i el sistema habitual de 3 botons, mentre que també s'ha afegit un "mode nocturn" per a tot el sistema (que ofereix als elements de la interfície d'usuari i a les aplicacions compatibles un esquema de color enfosquit). Igual que amb Android Pie aigües amunt, la pantalla de visió general de les aplicacions recents utilitza un disseny horitzontal, a diferència del disseny vertical de les versions anteriors.

### Un nucli d'IU
One UI Core és una versió reduïda del conjunt de funcions original One UI destinada als dispositius de gamma baixa i mitjana de les sèries A, F, J i M de baix preu. Aquestes variants del sistema solen tenir un conjunt de funcions més lleuger que la variant normal, però la disponibilitat de les funcions pot variar segons els models que utilitzen el programari.

### Aplicacions i components per defecte
A continuació es mostra una llista del programari i les funcionalitats propis de Samsung que s'inclouen amb One UI (a partir de la versió 6.1).
| Programari                                                                      | Descripció |
| ------------------------------------------------------------------------------- | --- |
| Contactes, calendari, rellotge, calculadora, recordatori                        | Eines bàsiques d'organització |
| Missatges                                                                       | Client de missatgeria de text SMS, MMS i RCS |
| Telèfon                                                                         | Client de trucades mòbil i VoIP |
| Els meus fitxers                                                                | Gestor de fitxers que inclou el client FTP / SFTP i el client de xarxa SMB                                                                                            |
| Càmera                                                                          | Càmera fotogràfica i de vídeo (incloent-hi addicions integrades) |
| Galeria                                                                         | Galeria de fotos i vídeos |
| Gravadora de veu                                                                | Enregistrament de veu en format M4A (còdec 3gp4) fins a 256 kbps/48 kHz                                                                                               |
| Correu electrònic                                                               | Client de correu electrònic |
| Internet                                                                        | navegador web |
| Notes                                                                           | Presa d'apunts, dibuixos i lector i editor de PDF |
| Modes i rutines (abans Bixby Routines)                                          | Eina d'automatització condicional |
| Compartició ràpida                                                              | Eina de transferència de fitxers amb dispositius Galaxy o Android propers, o al núvol                                                                                 |
| Compartició en grup                                                             | Comparteix contingut amb altres comptes de Samsung (integrat) |
| Compartir música                                                                | Connexió de diversos dispositius a altaveus Bluetooth |
| Vista intel·ligent                                                              | Miracast i emissió de pantalla amb Miracast (integrat al tauler ràpid) (abans Samsung Link i AllShare Play)                                                           |
| Control de dispositius i sortida multimèdia                                     | Controla els dispositius connectats a casa o canvia la sortida multimèdia a diferents dispositius (integrat al panell ràpid)                                          |
| Bixby Voice                                                                     | Assistent de veu (integrat al botó de maquinari) |
| Bixby Vision                                                                    | Eines de càmera de realitat augmentada: Traduir, Còpia de text, Descobrir, Vi                                                                                         |
| Zona AR                                                                         | Eines de realitat augmentada: Emoji Studio, Emoji Camera, Emoji Stickers, Doodle, Deco Pic, Quick Measure                                                             |
| Gaming Hub (abans Game Launcher)                                                | Tots els jocs instal·lats |
| Samsung TV Plus                                                                 | Servei gratuït de streaming de televisió |
| Samsung Free (anteriorment Samsung Daily) (substituït per Samsung News als EUA) | Mitjans i entreteniment: Samsung TV Plus integrat, podcasts (depenent de la regió), agregador de notícies (proporcionat per Upday a Europa), jocs casuals instantanis |
| El temps                                                                        | Informació meteorològica proporcionada per The Weather Channel |
| Samsung Cloud                                                                   | Emmagatzematge al núvol i còpia de seguretat |
| Interruptor intel·ligent                                                        | Transferència de contingut a un nou dispositiu Galaxy |
| Botiga Galaxy                                                                   | Aplicacions, jocs, temes i personalitzacions que es poden descarregar                                                                                                 |
| Wallet (abans Samsung Pay)                                                      | Cartera digital (sistema de pagament de pagament, gestor de contrasenyes Pass)                                                                                        |
| Salut                                                                           | Eina de seguiment de la salut personal |
| Benestar digital                                                                | Seguiment d'ús del dispositiu i eines parentals |
| Membres                                                                         | Suport comunitari i contingut exclusiu |
| Carpeta segura                                                                  | Carpeta d'emmagatzematge privada i xifrada amb Knox |
| Wi-Fi segur                                                                     | Servei de xarxa VPN |
| Consells                                                                        | Informació del dispositiu, suport manual i remot |